# Спеціальний миротворчий центр Національної академії внутрішніх справ
50°25′58″ пн. ш. 30°28′18″ сх. д. / 50.43278° пн. ш. 30.47167° сх. д.
Спеціальний миротворчий центр Національної академії внутрішніх справ — підрозділ у системі миротворчих місій України, який займається добором, підготовкою та навчання миротворчого персоналу, який комплектується з працівників поліціі та військовослужбовців.

## Історія
Перші підрозділи миротворчих сил України були направлені до колишньої Югославії у 1994 році. У 2003 році на базі Національної академії внутрішніх справ України було створено Спеціальний миротворчий центр, першим керівником якого став підполковник міліції Марченко Євген Петрович. У 2005 році його на цій посаді замінив підполковник міліції Сачаво Андрій Григорович, а у 2009 керівником Центру став підполковник міліції Воробйов Руслан Анатолійович.